# Ушаковское сельское поселение (Мордовия)
Ушаковское се́льское поселе́ние — упразднённое муниципальное образование в Атяшевском районе Мордовии Российской Федерации.
Административный центр — село Ушаковка.

## История
Статус и границы сельского поселения установлены Законом Республики Мордовия от 28 декабря 2004 года № 116-З «Об установлении границ муниципальных образований Атяшевского муниципального района, Атяшевского муниципального района и наделении их статусом сельского поселения, городского поселения и муниципального района».
Упразднено в 2019 году с включением всех населённых пунктов в Атяшевское сельское поселение.

## Население
| 2002 | 2010 | 2012 | 2013 | 2014 | 2015 | 2016 |
| ---- | ---- | ---- | ---- | ---- | ---- | ---- |
| 587  | ↘494 | ↘464 | ↘424 | ↘390 | ↘368 | ↘351 |
| 2017 | 2018 | 2019 |      |      |      |      |
| ↘350 | ↘341 | ↘334 |      |      |      |      |

## Состав сельского поселения
| № | Населённый пункт | Тип населённого пункта            | Население |
| - | ---------------- | --------------------------------- | --------- |
| 1 | Бобоедово        | посёлок железнодорожного разъезда | ↘2        |
| 2 | Макалейка        | деревня                           | ↘10       |
| 3 | Ребровка         | деревня                           | ↘0        |
| 4 | Сосуновка        | село                              | ↘241      |
| 5 | Ушаковка         | село                              | ↘216      |
| 6 | Чамзинка         | деревня                           | ↘25       |